# 上二田站
上二田站（日语：／ Kami-Futada eki */?）是位於秋田縣潟上市，屬於東日本旅客鐵道（JR東日本）的男鹿線車站。本站現時為無人車站，並且由土崎站負責管理。

## 車站構造
本站採用簡易車站模式，至開站起便沒有設立站房，只在地面上興建一座與月台同水平的架空候車亭，2003年3月時重建，改為設有趟門的小型候車室，候車室下的架空部份則用作放置打掃車站物品的儲物櫃。
出入口位於月台中央位置，只設有樓梯前往，而在樓梯旁則裝設了自動售票機亭及電話亭。因應翻新候車亭，在車站前方亦修建了三座單車停泊亭、及一座設有男、女獨立用洗手間。

### 月台配置
只設有側式月台1座，以鋼架及鋼板所搭建而成，長度達160米，有效長度達7輛，但現時因列車編成不長，基本上只使用靠向秋田方向的一端。候車室外觀呈小屋形，兩側設有窗戶，內部設有兩張木製兩座位獨立座椅及一個垃圾筒。列車無法在站內進行交換。列車到站時往男鹿方向為右側上落、往秋田方向為上側上落。
| 路線    | 方向 | 目的地   |
| ------- | ---- | -------- |
| ■男鹿線 | 上行 | 秋田方向 |
| ■男鹿線 | 下行 | 男鹿方向 |

## 歷史
- 1956年11月26日：國鐵於南秋田郡天王村（日语：天王町）開設此站。
- 1987年4月1日：隨國鐵分割民營化，車站由東日本旅客鐵道（JR東日本）營運。
- 2003年3月：新候車室建成啟用[1]
- 2010年4月1日：管理站由追分站改為土崎站。
- 2023年5月27日：男鹿線全線均可以使用「Suica」[2][3]。

## 車站周邊
- 潟上市役所
- 道之驛天王（日语：道の駅てんのう）
- 天王購物中心
  - MaxValu（日语：イオン東北）天王店
  - 鶴羽Drug（日语：ツルハホールディングス）天王店
  - 大創秋田天王SC店
  - Petrus（日语：ペトラス）天王店

## 相鄰車站
東日本旅客鐵道
■男鹿線
出戶濱－上二田－二田

## 外部連結
- 車站資訊（上二田）：東日本旅客鐵道（日語）